# Jack Hoxie
Jack Hoxie (11 de enero de 1885 - 28 de marzo de 1965) fue un actor cinematográfico y especialista de rodeo estadounidense, cuya carrera se llevó a cabo en su mayor parte en el cine mudo entre las décadas de 1910 y 1930.

## Inicios
Su verdadero nombre era John Hartford Hoxie, y nació en Kingfisher Creek, en Territorio Indio (actualmente en el estado de Oklahoma). Era primogénito de un veterinario llamado Bart 'Doc' Hoxie, fallecido en un accidente ecuestre unas semanas antes del nacimiento de Hoxie, y de una mestiza Nez percé (aunque algunas fuentes dicen que su etnia era Cherokee) llamada Matilda E. Quick Hoxie. Al poco de nacer su hijo, Matilda Hoxie se trasladó al norte de Idaho donde, a temprana edad, Jack empezó a trabajar en un rancho como peón y cowboy. Matilda Hoxie se casó con un ranchero y comerciante de caballos llamado Calvin Scott Stone. La familia después se mudó a Boise, donde Jack trabajó como empaquetador para una instalación del Ejército en la zona, mientras continuaba mejorando su destreza como jinete compitiendo en rodeos. En 1909 conoció a Dick Stanley, que actuaba en un espectáculo del Salvaje Oeste, sumándose al show. Fue durante este período que Jack conoció y se casó con su primera esposa, Hazel Panting, que también actuaba como jinete.

## Carrera cinematográfica
Jack Hoxie siguió actuando en el circuito de rodeos hasta 1913, cuando recibió la propuesta de trabajar en el corto de género western The Tragedy of Big Eagle Mine, utilizando como nombre artístico Hart Hoxie (un apodo que usó hasta 1919). Hoxie seguiría trabajando a lo largo la década de 1910 en cortos western, a menudo en pequeños papeles, aunque con buena recepción por la crítica. En 1919, tras actuar en unos 35 filmes, fue elegido para trabajar en el serial dirigido por Paul Hurst Lightning Bryce, interpretando al personaje principal, Sky Bryce. A partir de ese momento Hoxie empezó a ser llamado Jack Hoxie, su nombre artístico definitivo. En esa época conoció y se casó con su segunda esposa, la actriz y frecuente coprotagonista suya Marin Sais, tras divorciarse de Hazel Panting. 
En los primeros años veinte, Jack Hoxie pasó a ser una extremadamente popular estrella del cine western y trabajó para compañías como Pathé, Arrow, National Film Corp. y Sunset Productions. En 1923, el fundador de Universal Pictures, Carl Laemmle, contrató a Hoxie, con lo cual su carrera se emparejó con las de otras estrellas western de la época: Art Acord, Harry Carey y Hoot Gibson. Hoxie actuó en filmes de calidad como el de 1923 Where Is This West?, junto a Mary Philbin, y el de 1924 Hello, 'Frisco, película promocional de Universal en la que trabajaban diversos actores de fama en esa época: Jackie Coogan, Norman Kerry, Barbara La Marr, Antonio Moreno, Anna Q. Nilsson, Bebe Daniels y el perro Rin Tin Tin. El film estaba diseñado para mostrar una lista de los actores más populares de la productora. Hoxie, a menudo montando a sus caballos Fender y Dynamite, actuaría con actrices de la talla de Marceline Day, Alice Day, Helen Holmes, Lottie Pickford y Fay Wray en westerns en la época muda de las décadas de 1910 y 1920.
También, en este período, el medio hermano menor de Jack, Al Stone, empezó a actuar con él en el cine. Stone llegó finalmente a ser un actor de cierto éxito del género western tras cambiarse el nombre por el de Al Hoxie e interviniendo en una serie de películas con el actor y director J.P. McGowan. En 1925 el padrastro de Jack Hoxie, Scott Stone, de 60 años, fue condenado por el secuestro y asesinato de las hermanas May y Nina Martin, de 12 y 8 años, de Los Ángeles, y sentenciado a pena de muerte, pena que fue conmutada por cadena perpetua. Ninguno de los hermanos Hoxie acudió en defensa de Stone.
En 1926 Laemmle y Universal eligieron a Hoxie para interpretar a Buffalo Bill en la producción de Metropolitan Pictures The Last Frontier, junto a William Boyd. El film fue un gran éxito comercial, y Hoxie es a menudo recordado por su trabajo en el mismo. 
En 1927, sin embargo, Hoxie se encontraba insatisfecho con su contrato en Universal, y rechazó negociar un nuevo período con el estudio. Hoxie seguiría a lo largo de los últimos años veinte rodando películas de menor calidad con estudios de bajo presupuesto. Su último título mudo fue Forbidden Trail en 1929, tras lo cual siguió actuando en el circuito de rodeos, en carnavales, y en el Show del Salvaje Oeste del Rancho Miller Brothers 101.

## Últimos años
En la década de 1930 Jack Hoxie volvió brevemente al cine tras firmar un contrato con Majestic Pictures. Los filmes, sin embargo, poco hicieron para revivir la carrera de Hoxie como actor, por lo que nuevamente volvió al rodeo. La última actuación de Hoxie sería la de la producción de 1933 Trouble Busters, junto a Lane Chandler, quien ya había actuado con él en varios títulos anteriores.  
Por otra parte, finalmente se divorció y se casó con su tercera esposa, Dixie Starr. El matrimonio regentó durante un breve tiempo un rancho para turistas en Herford, Arizona, llamado el Rancho Broken Arrow. A causa de un incendio que destruyó el rancho, Hoxie volvió de nuevo a actuar en espectáculos del salvaje oeste, a menudo bajo el apodo de la 'Famous Western Screen Star'. Hoxie hizo actuaciones a lo largo de la década de 1940 y bien entrada la de 1950. Su última actuación en público tuvo lugar en 1959 en el Circo Bill Tatum.  
Jack se divorció de Dixie Starr y se casó nuevamente, esta vez con Bonnie Avis Showalter, retirándose la pareja a un pequeño rancho en Arkansas, y posteriormente mudándose a la antigua casa de su madre, Matilda, en Oklahoma. En sus últimos años Jack Hoxie desarrolló una leucemia, falleciendo a causa de la misma en 1965 en Elkhart, Kansas, a los 80 años de edad. Fue enterrado en el Cementerio Willowbar de Keyes, Oklahoma.